# Le Monêtier-les-Bains
Le Monêtier-les-Bains, en occitan Monestièr, est une commune française située dans le département des Hautes-Alpes en région Provence-Alpes-Côte d'Azur.
Ses habitants sont appelés les tripes chaudes.

## Géographie

### Localisation
La commune, traversée par le 45e parallèle nord, est de ce fait située à égale distance du pôle Nord et de l'équateur terrestre (environ 5 000 km).
Le Monêtier-les-Bains est un village des Hautes-Alpes, situé à 1 500 mètres d'altitude, historiquement chef-lieu du canton du Monêtier-les-Bains (comprenant les communes de La Salle-les-Alpes et Saint-Chaffrey) et composante de la station de ski de Serre Chevalier. La commune fait à présent partie du canton de Briançon-1. Les communes limitrophes sont La Salle-les-Alpes, Pelvoux, Villar-d'Arêne, La Grave, Névache, dans les Hautes-Alpes, et Valloire en Savoie.
Elle s'étend sur 9 787 hectares entre les chaînons du Galibier dans le massif des Cerces et de Combeynot dans le massif des Écrins, et comprend les fameux cols du Lautaret (limite climatologique entre les Alpes du Nord et du Sud, ouvrant sur l'Oisans et, sur la vallée de la Romanche descendant vers le département de l'Isère) et du Galibier (col ouvrant sur la Savoie et haut-lieu du Tour de France).
La commune est limitrophe du parc national des Écrins ; on trouve une maison du parc au hameau du Casset.
De par l'étendue de la commune, le territoire comporte de nombreux lacs de montagne (sont cités les principaux) :
- Rive gauche de la Guisane le Grand Lac est le lac principal (2 282 m.). Autour de ce lac (vers 2500 - 2 600 m.) se trouvent des petits lacs, permanents ou temporaires (lac de la Ponsonnière, lacs des Crouserocs).
- Rive droite, dans la station de Serre-Chevalier, un lac (artificiel) sert de réserve d'eau pour une partie de la station de Serre-Chevalier, au col de l'Eychauda.
- Rive droite, les lacs d'Arsine (lacs blancs, 2450 à 2 500 m.) et les lacs du Réou d'Arsine (petits lacs, vers 2 250 m.) sont dans un paysage de moraine et de prairies. Le lac de la Douche a une ambiance un peu plus forestière (altitude d'environ 1 900 m).
- Le lac de Combeynot (2 530 m.) est isolé dans le massif du Combeynot[2].

Outre le chef-lieu, la commune comprend les hameaux du Lautaret (altitude 2 090 mètres), du Lauzet (alt. 1 668 m, sur la limite entre zones externes et internes des Alpes), des Boussardes (1 660 m), du Casset (1 512 m, dans la haute vallée de la Guisane), des Guibertes (1 440 m), du Freyssinet (1 460 m) et du Serre-Barbin (1 450 m).

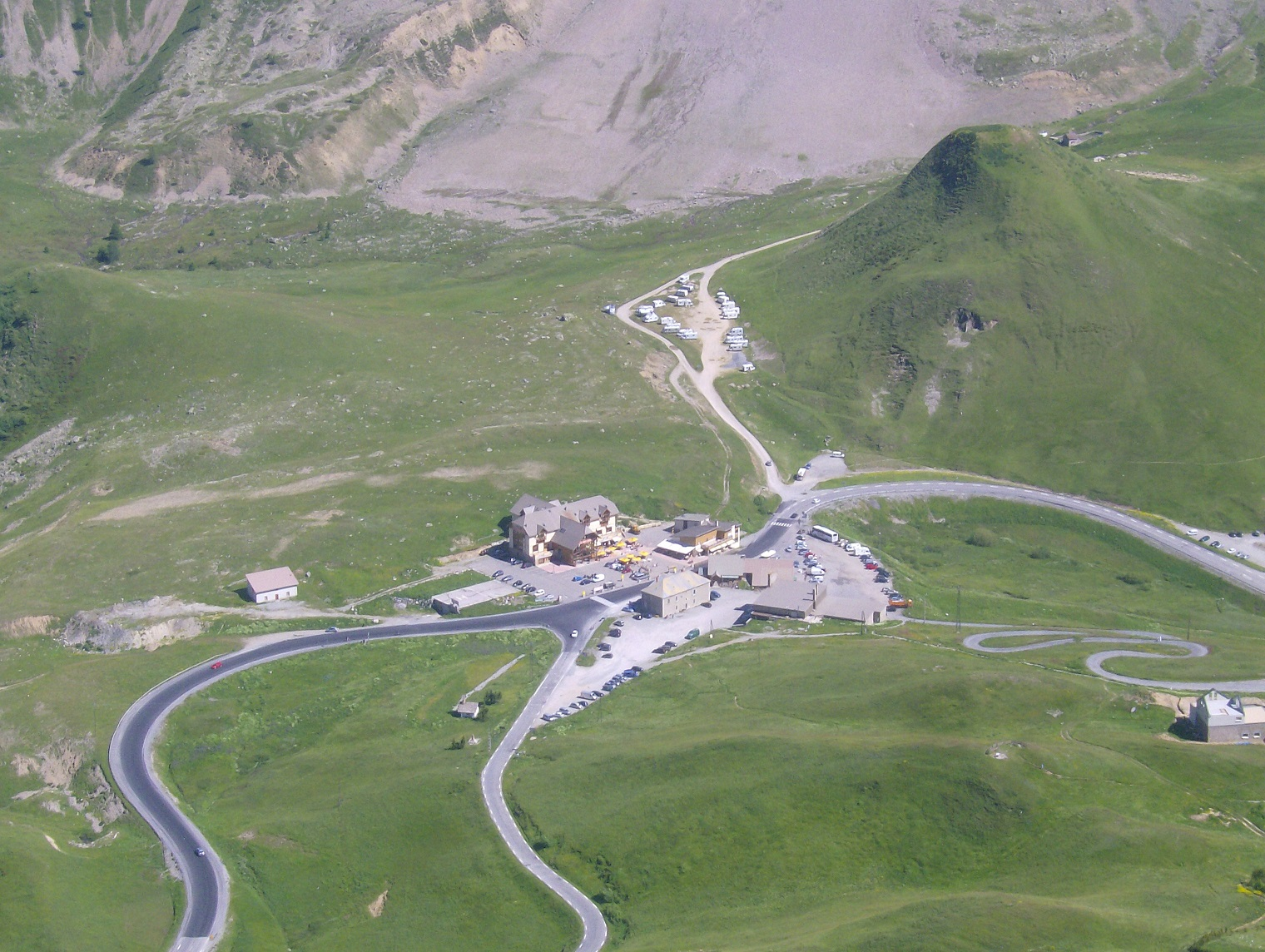
Col du Lautaret depuis la montagne de Chaillol.
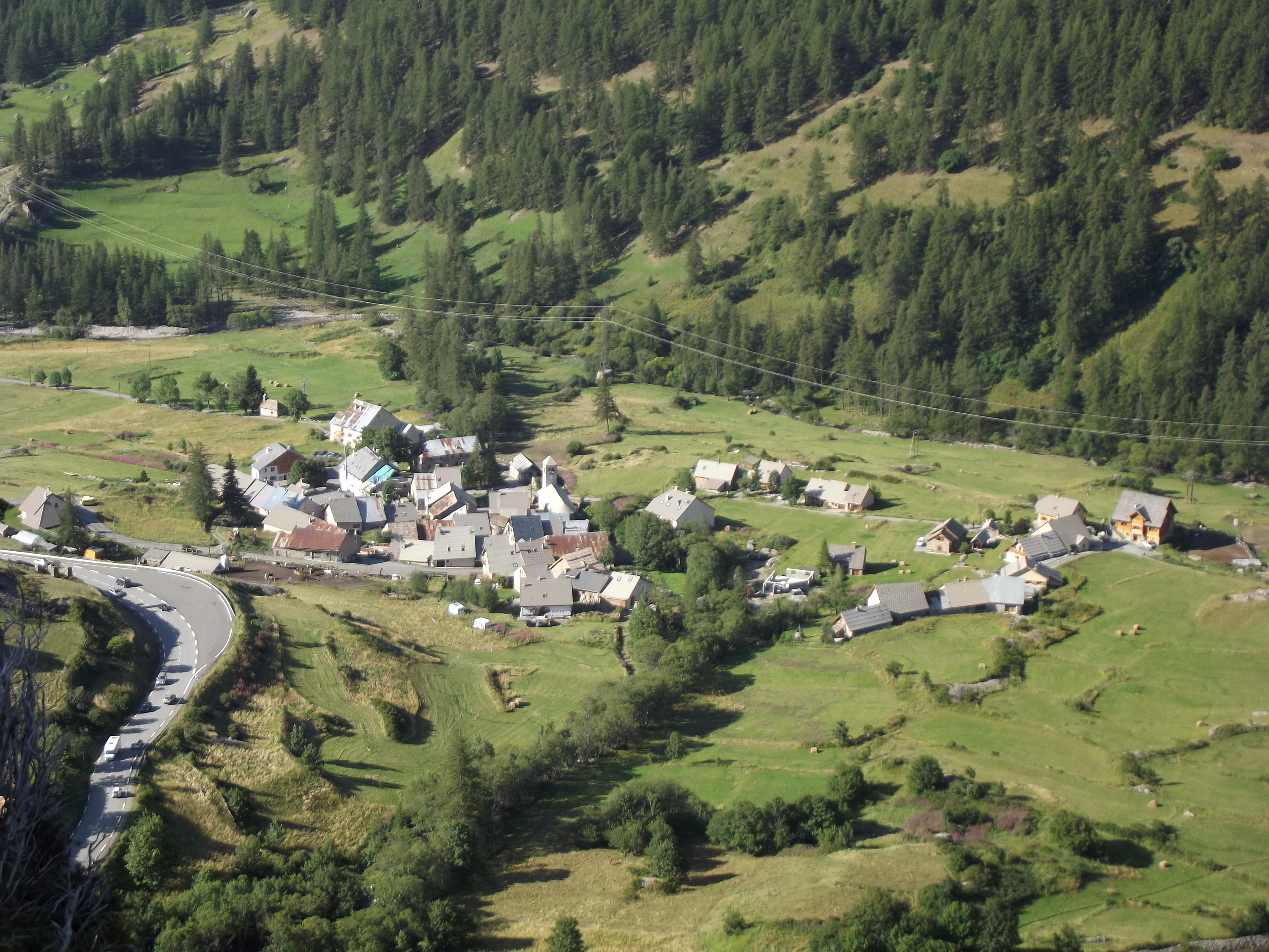
Le Lauzet depuis l'amont.
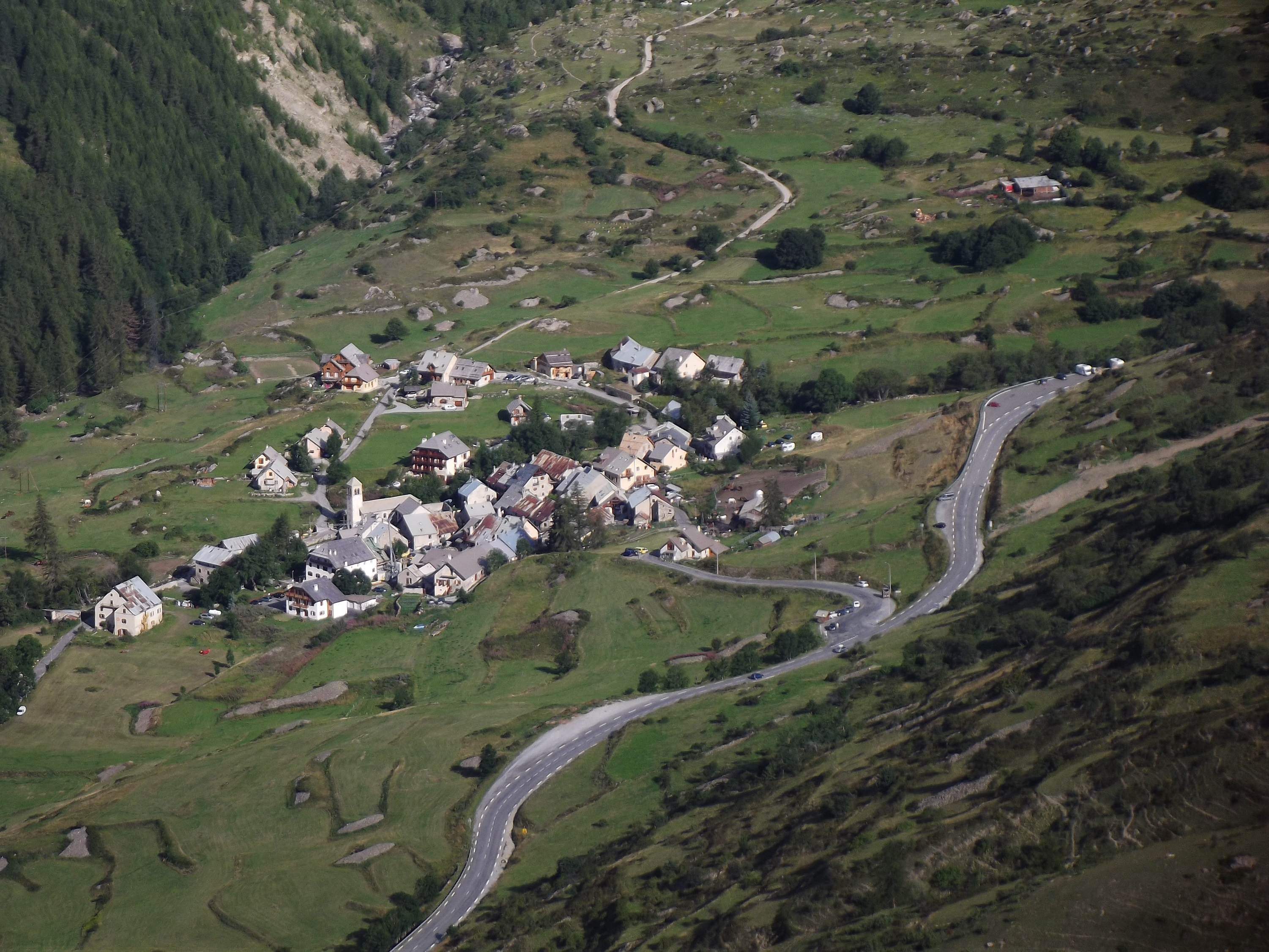
Le Lauzet depuis l'aval.
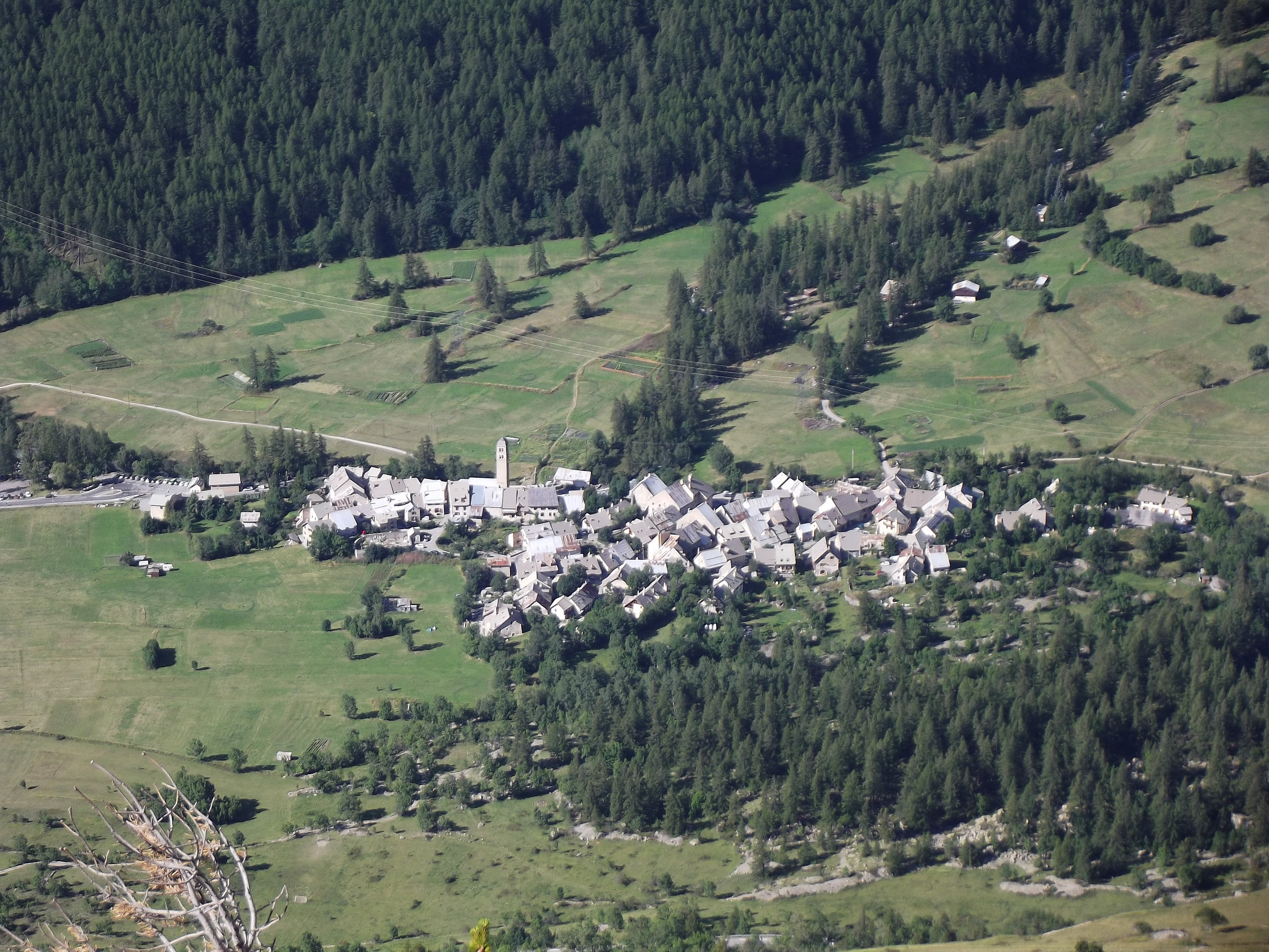
Village du Casset.
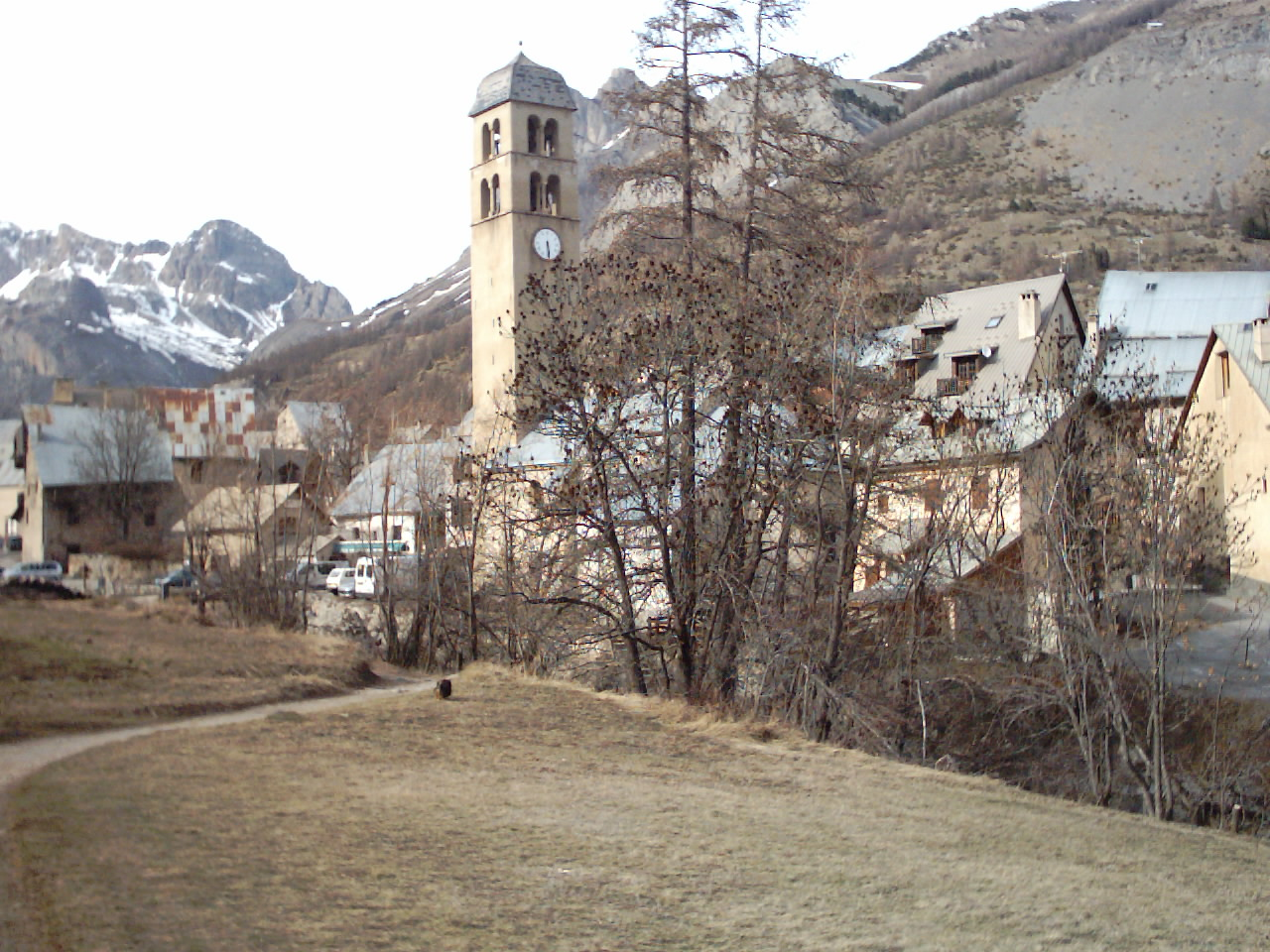
Le hameau du Casset.
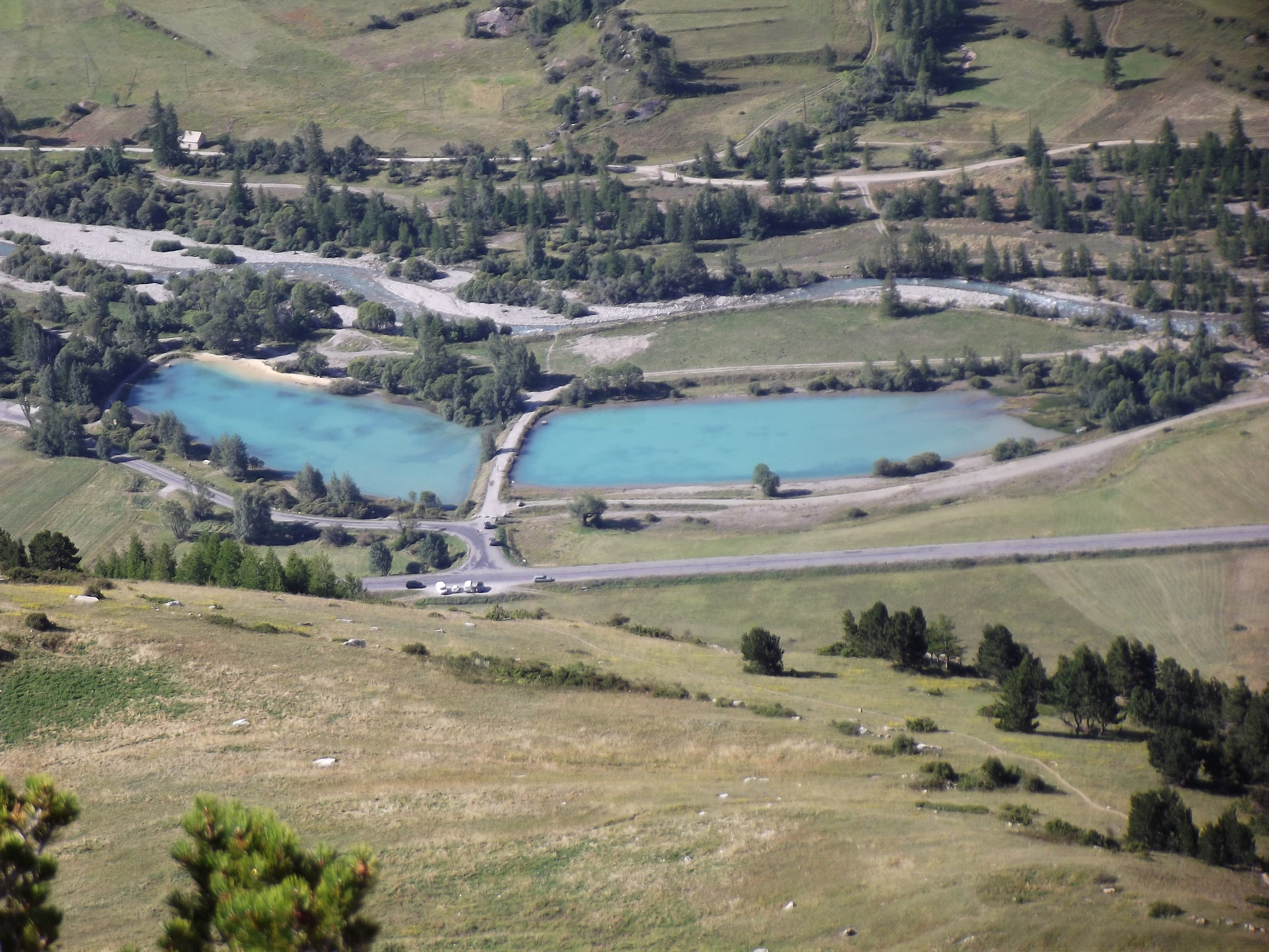
Plans d'eau entre le bourg et le Casset.
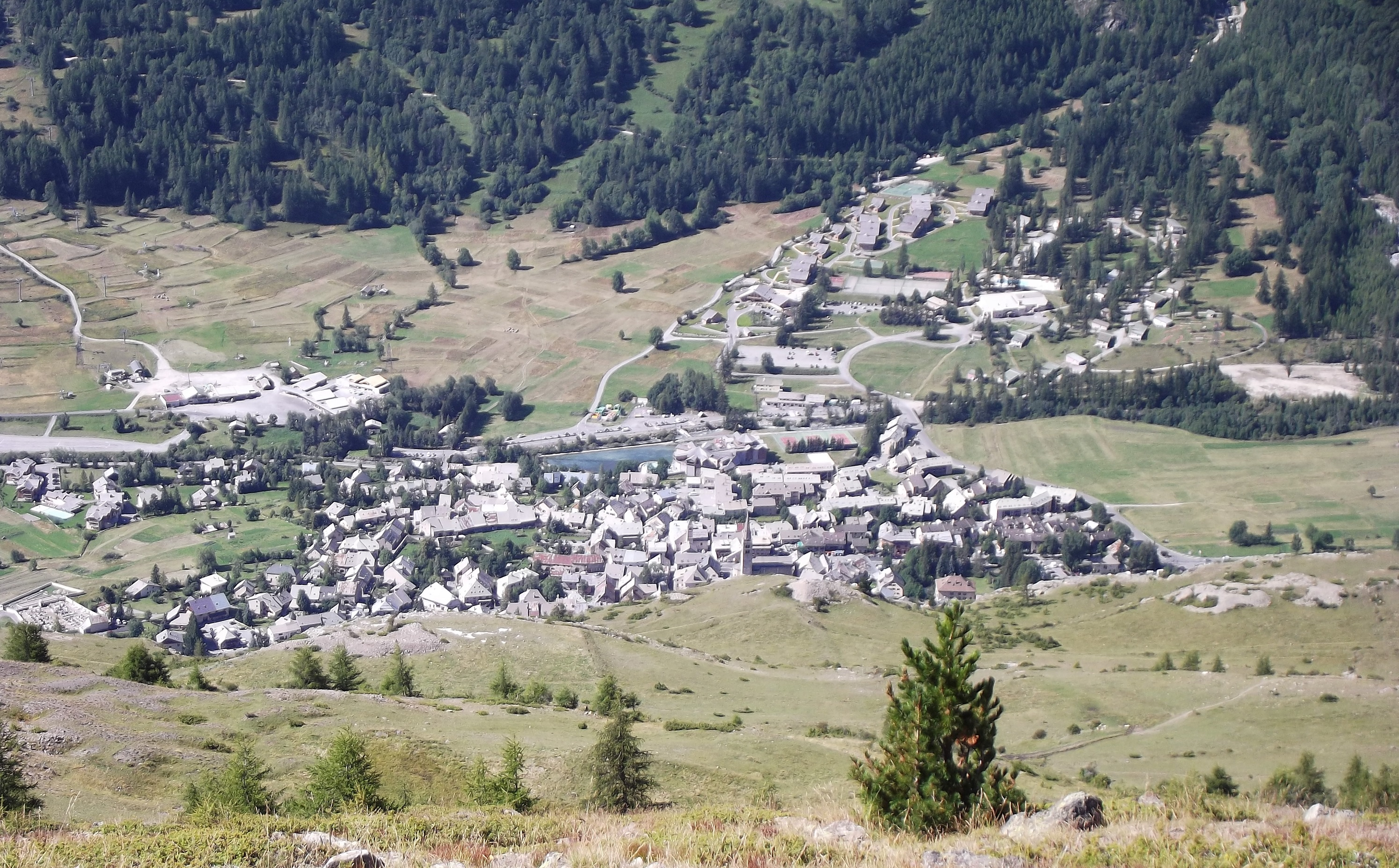
Village du Monêtier-les-Bains depuis la montagne du Puy du Cros.
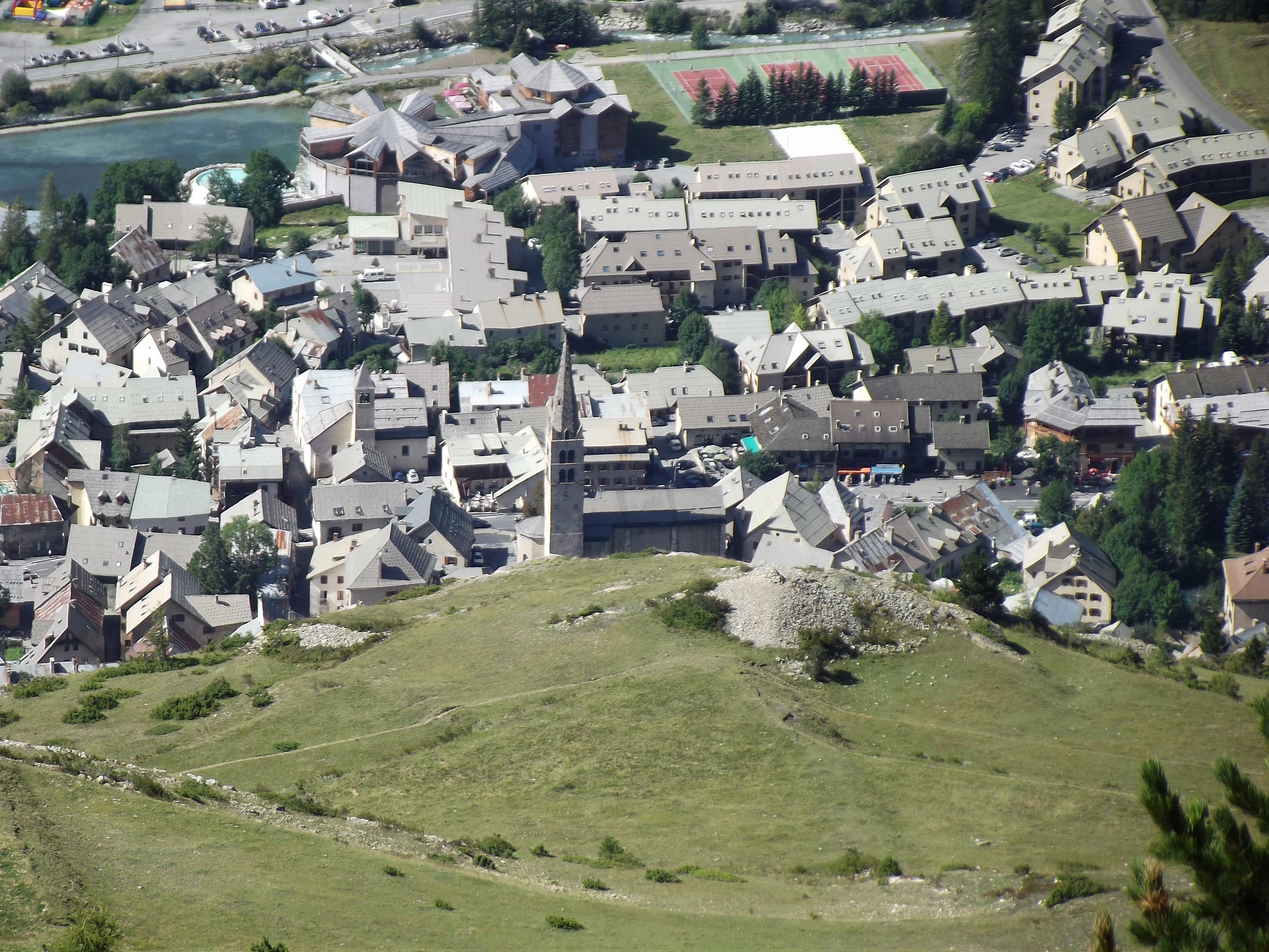
Gros plan sur le village du Monêtier-les-Bains.
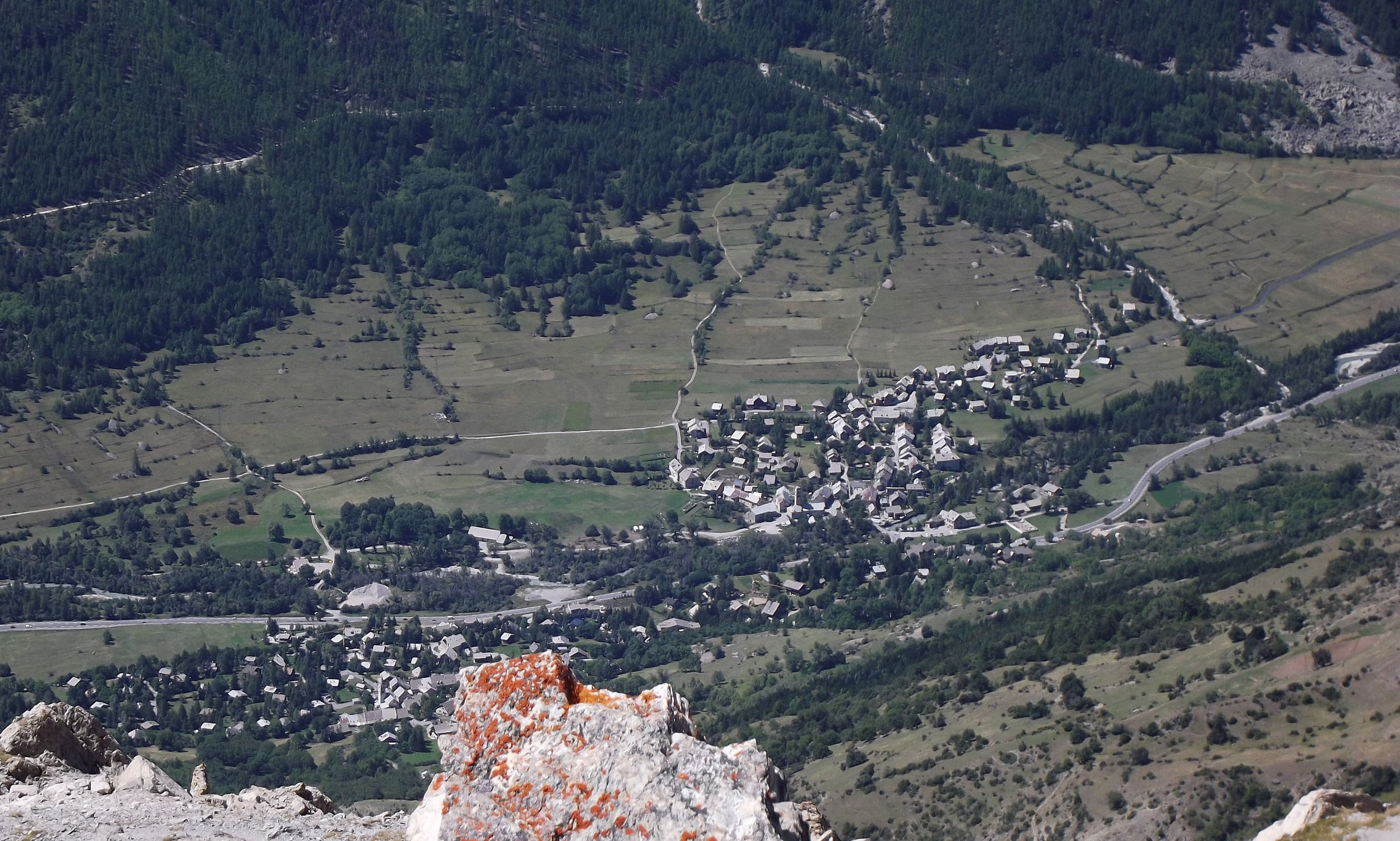
Villages du Freyssinet et des Guibertes.
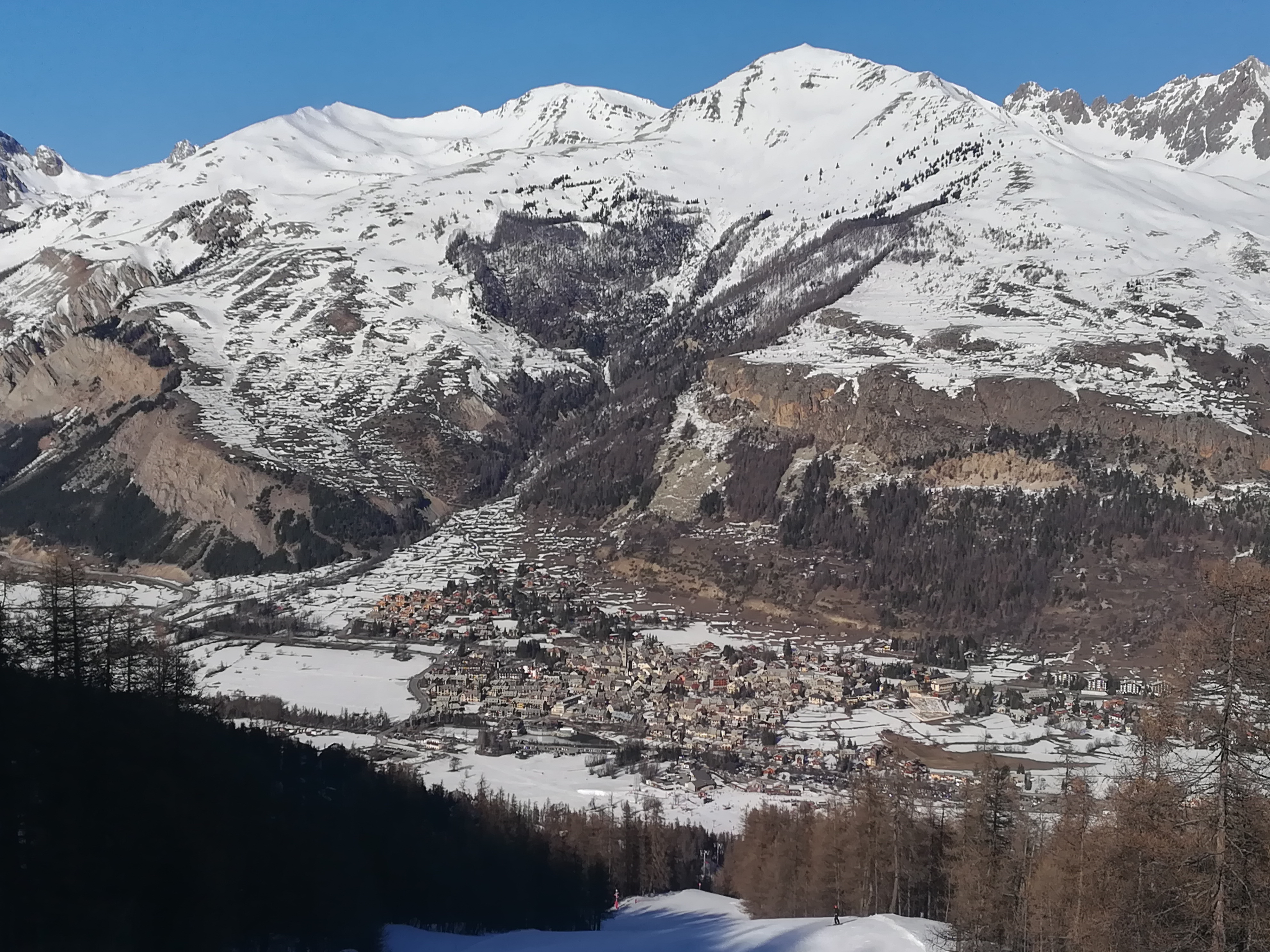
Le Monêtier-les-Bains vu depuis la piste skiable de Clos Gaillard.
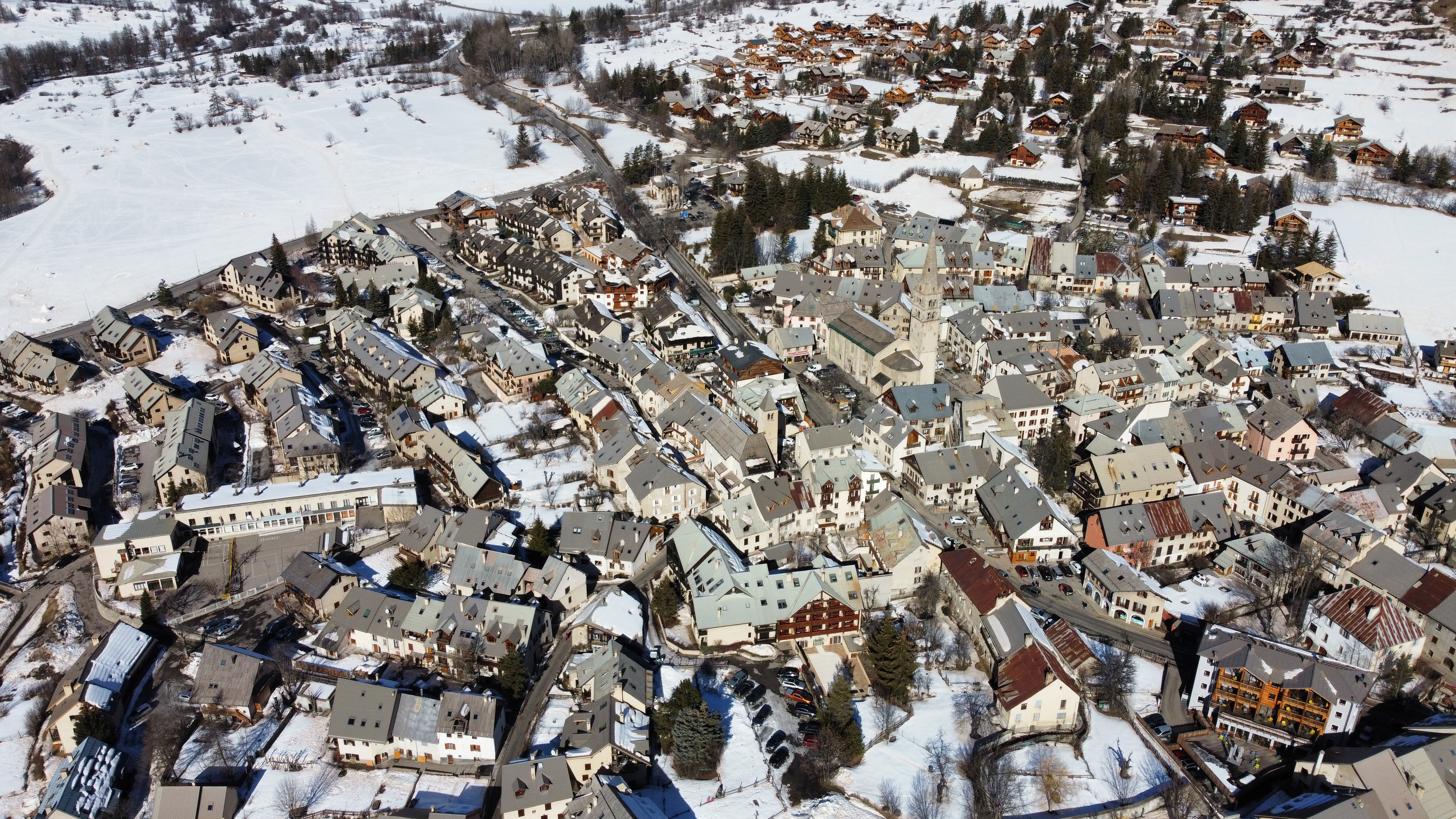
Village vu du Haut
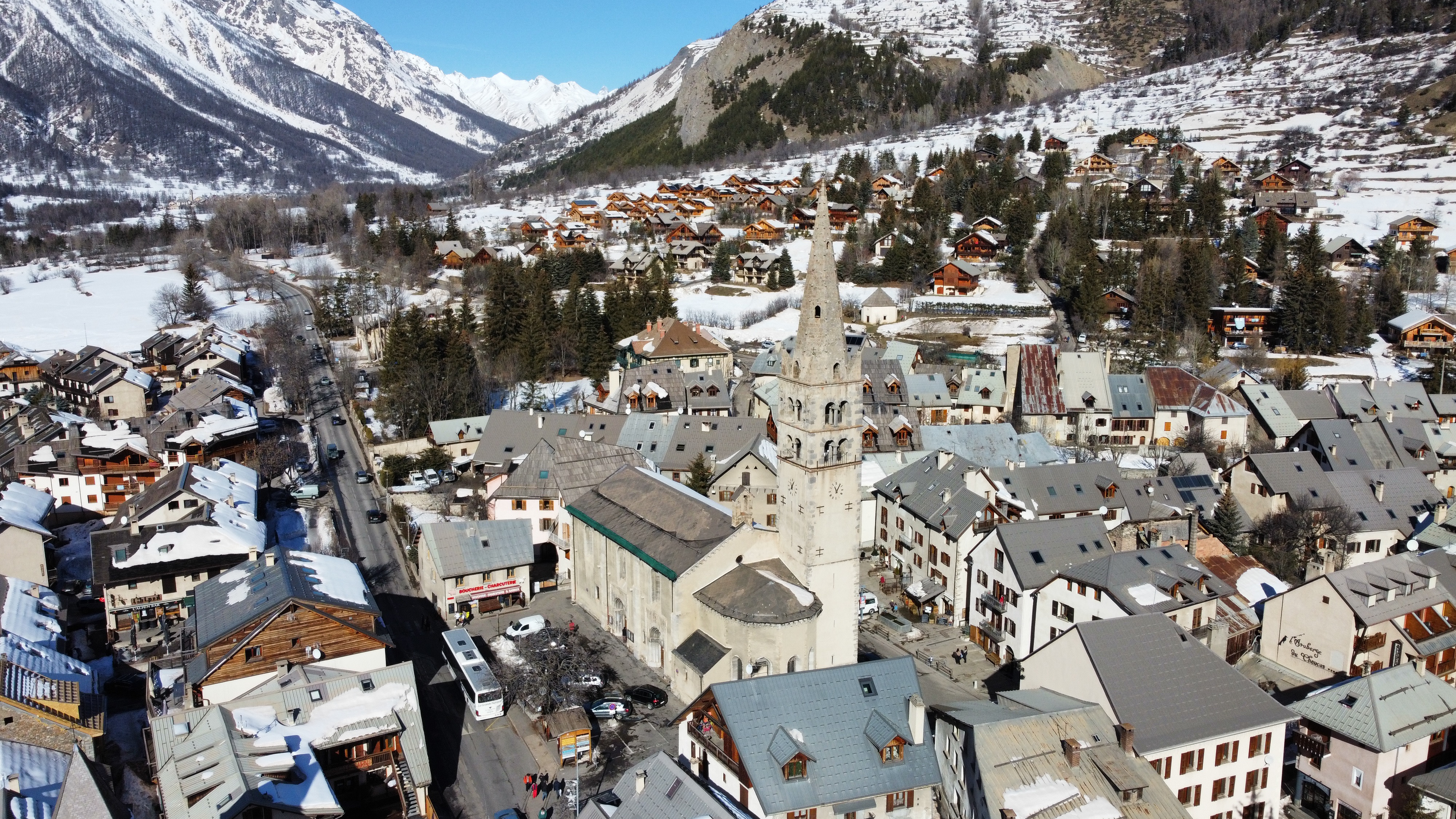
Église du Monetier les Bains

### Climat
Pour des articles plus généraux, voir Climat de Provence-Alpes-Côte d'Azur et Climat des Hautes-Alpes.
En 2010, le climat de la commune est de type climat de montagne, selon une étude du Centre national de la recherche scientifique s'appuyant sur une série de données couvrant la période 1971-2000. En 2020, Météo-France publie une typologie des climats de la France métropolitaine dans laquelle la commune est exposée à un climat de montagne ou de marges de montagne et est dans la région climatique Alpes du sud, caractérisée par une pluviométrie annuelle de 850 à 1 000 mm, minimale en été.
Pour la période 1971-2000, la température annuelle moyenne est de 6,3 °C, avec une amplitude thermique annuelle de 16,7 °C. Le cumul annuel moyen de précipitations est de 902 mm, avec 7,8 jours de précipitations en janvier et 7,5 jours en juillet. Pour la période 1991-2020, la température moyenne annuelle observée sur la station météorologique installée dans la commune est de 6,7 °C et le cumul annuel moyen de précipitations est de 860,7 mm.
La température maximale relevée sur cette station est de 34 °C, atteinte le 18 juillet 2023 ; la température minimale est de −25 °C, atteinte le 10 janvier 1945,,.
| Mois                                  | jan.           | fév.           | mars            | avril          | mai            | juin            | jui.            | août          | sep.            | oct.             | nov.           | déc.             | année    |
| ------------------------------------- | -------------- | -------------- | --------------- | -------------- | -------------- | --------------- | --------------- | ------------- | --------------- | ---------------- | -------------- | ---------------- | -------- |
| Température minimale moyenne (°C)     | −8,9           | −8,3           | −4,3            | −0,9           | 3              | 6,2             | 7,7             | 7,5           | 4,4             | 0,8              | −3,6           | −7,4             | −0,3     |
| Température moyenne (°C)              | −2,6           | −1,4           | 2,3             | 5,7            | 9,9            | 13,8            | 16              | 15,8          | 12              | 7,7              | 2,3            | −1,7             | 6,7      |
| Température maximale moyenne (°C)     | 3,7            | 5,5            | 9               | 12,2           | 16,9           | 21,5            | 24,3            | 24,2          | 19,6            | 14,6             | 8,1            | 4                | 13,6     |
| Record de froid (°C) date du record   | −25 10.01.1945 | −24 13.02.1999 | −23 04.03.1965  | −14 01.04.1992 | −13 29.05.1938 | −5,2 16.06.1938 | −4,5 11.07.1938 | −2 31.08.1995 | −5,5 27.09.1972 | −11,5 29.10.1997 | −20 30.11.1947 | −24,5 22.12.1938 | −25 1945 |
| Record de chaleur (°C) date du record | 15 29.01.1953  | 16,2 21.02.23  | 22,5 31.03.1938 | 28 27.04.1947  | 28,7 22.05.22  | 33,7 27.06.19   | 34 18.07.23     | 34 03.08.1947 | 31,8 04.09.06   | 27 11.10.1967    | 20,9 10.11.15  | 17 13.12.1994    | 34 2023  |
| Précipitations (mm)                   | 69,8           | 50,5           | 58,2            | 58,7           | 74,1           | 67,4            | 56,3            | 55,6          | 73,4            | 104,8            | 106,8          | 85,1             | 860,7    |

| Diagramme climatique                                  |             |           |              |           |             |             |             |             |              |              |           |
| J                                                     | F           | M         | A            | M         | J           | J           | A           | S           | O            | N            | D         |
| 3,7−8,969,8                                           | 5,5−8,350,5 | 9−4,358,2 | 12,2−0,958,7 | 16,9374,1 | 21,56,267,4 | 24,37,756,3 | 24,27,555,6 | 19,64,473,4 | 14,60,8104,8 | 8,1−3,6106,8 | 4−7,485,1 |
| Moyennes : • Temp. maxi et mini °C • Précipitation mm |             |           |              |           |             |             |             |             |              |              |           |

Les paramètres climatiques de la commune ont été estimés pour le milieu du siècle (2041-2070) selon différents scénarios d'émission de gaz à effet de serre à partir des nouvelles projections climatiques de référence DRIAS-2020. Ils sont consultables sur un site dédié publié par Météo-France en novembre 2022.

## Urbanisme

### Typologie
Au 1er janvier 2024, Le Monêtier-les-Bains est catégorisée bourg rural, selon la nouvelle grille communale de densité à 7 niveaux définie par l'Insee en 2022.
Elle est située hors unité urbaine. Par ailleurs la commune fait partie de l'aire d'attraction de Briançon, dont elle est une commune de la couronne,. Cette aire, qui regroupe 15 communes, est catégorisée dans les aires de moins de 50 000 habitants,.

### Occupation des sols
L'occupation des sols de la commune, telle qu'elle ressort de la base de données européenne d’occupation biophysique des sols Corine Land Cover (CLC), est marquée par l'importance des forêts et milieux semi-naturels (95,9 % en 2018), une proportion sensiblement équivalente à celle de 1990 (95,2 %). La répartition détaillée en 2018 est la suivante : 
espaces ouverts, sans ou avec peu de végétation (60,1 %), milieux à végétation arbustive et/ou herbacée (24,1 %), forêts (11,7 %), prairies (1,8 %), zones urbanisées (1,2 %), zones agricoles hétérogènes (0,6 %), terres arables (0,4 %).
L'évolution de l’occupation des sols de la commune et de ses infrastructures peut être observée sur les différentes représentations cartographiques du territoire : la carte de Cassini (XVIIIe siècle), la carte d'état-major (1820-1866) et les cartes ou photos aériennes de l'IGN pour la période actuelle (1950 à aujourd'hui).

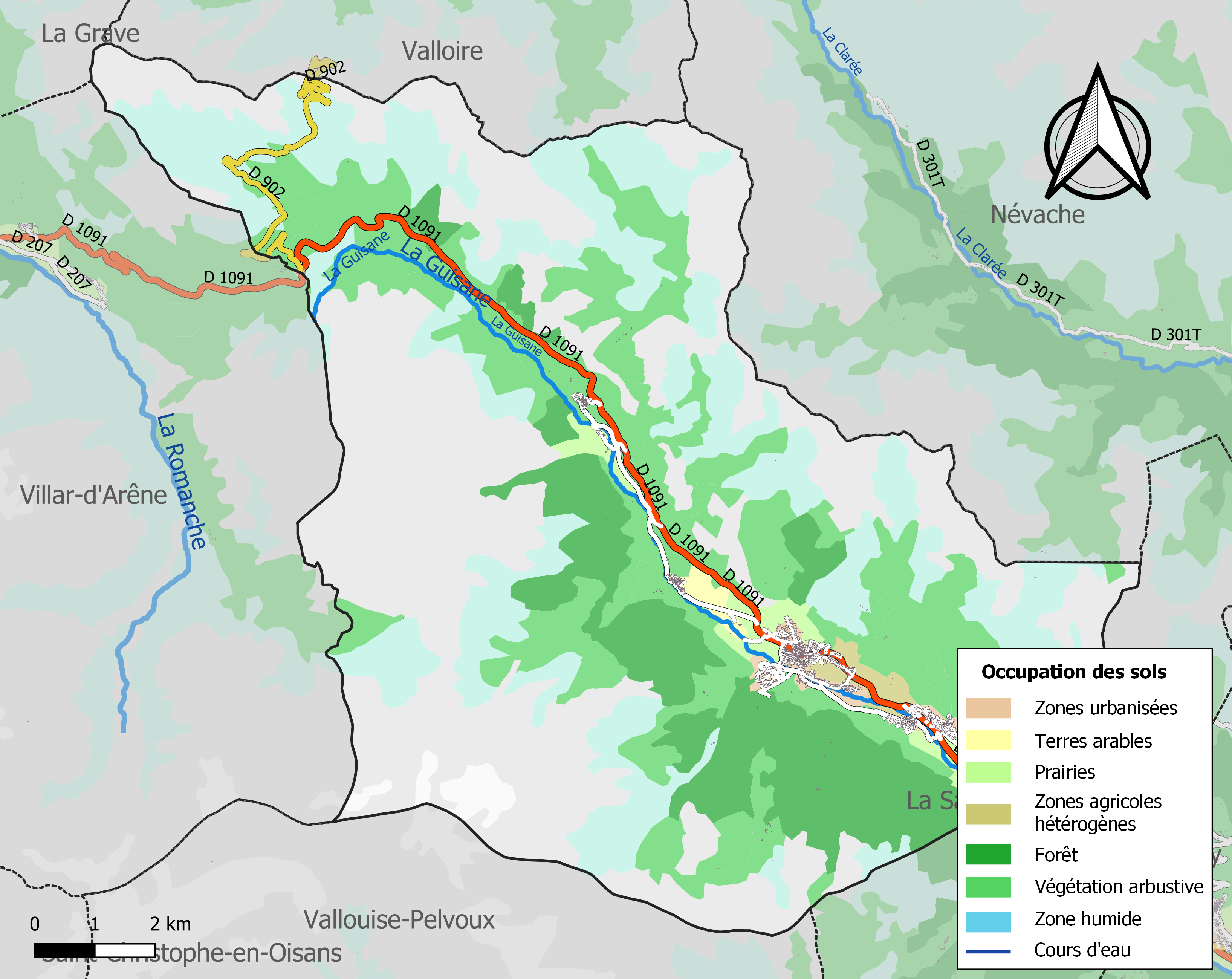
Carte de l'occupation des sols de la commune en 2018 (CLC).

## Toponymie
Dans l’Antiquité, la localité était appelée Stabatio sur la table de Peutinger, Sanatio dans le traité de géographie de l'Anonyme de Ravenne.
La création d'un monastère en ces lieux provoque le changement de toponyme en Monasterium au XIe siècle en 1020 à l'initiative des moines de l'abbaye de la Novalaise.
Il est connu au Moyen Âge comme le Monestier de Briançon, puis Le Monêtier de Briançon jusqu'au XIXe siècle.
En dialecte alpin, le nom de la commune est Monestier los Banhs en graphie classique et Lou Monétier lous Bans en graphie mistralienne (écriture phonétique)[réf. nécessaire].

## Histoire

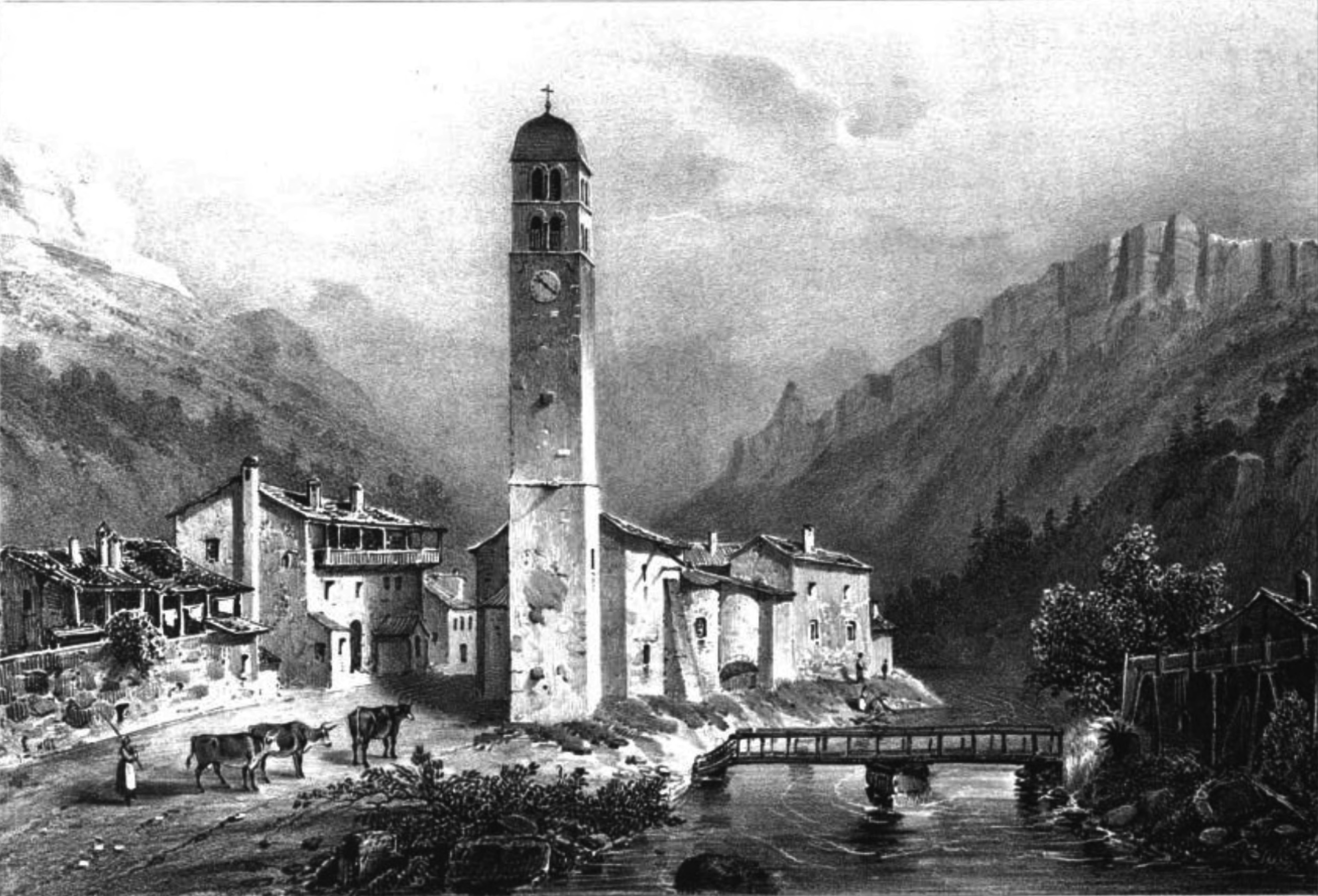
Le Casset au XIXe siècle, lithographie de Victor Cassien (1808 - 1893).

Le Monêtier était le centre sous l'Ancien Régime d'un puissant réseau de colportage de livres, bien étudié par Laurence Fontaine qui met par exemple en exergue le cas de Jean Delorme, originaire de Monêtier, qui par ses entreprises commerciales et ses stratégies d'alliance matrimoniale met en place, via ses enfants et petits-enfants, un vaste réseau commercial à cheval sur les espaces alpins et méditerranéen : après s'être installé à Avignon en 1692 pour y exercer la profession de libraire puis d’imprimeur, il maria ses deux fils avec deux filles de la famille Josserand, autre famille de marchands du Monêtier. Ses petits-enfants entrèrent également dans le réseau du colportage du livre par une alliance matrimoniale avec l'agent des éditeurs Cramer de Genève. À partir de cette alliance, les Cramer, éditeurs de Genève, firent appel à des migrants du Dauphinois pour distribuer leurs livres dans les montagnes des Alpes. Ils employèrent alors plusieurs colporteurs du village de Monêtier. Entre les années 1755-1760, 38 libraires originaires de Monêtier s'installèrent dans les grandes villes culturelles d'Europe en France, Italie, Espagne et surtout à Lisbonne au Portugal, où Pedro Faure, Pierre Bertrand et son frère Jean Joseph Bertrand, fondent ce qui devient les "libraires Bertrand". On a recensé 45 familles du Monêtier et des alentours vivant en Espagne. Ces réseaux de colportage permirent d'ouvrir des dépôts et boutiques dans les principales villes européennes.

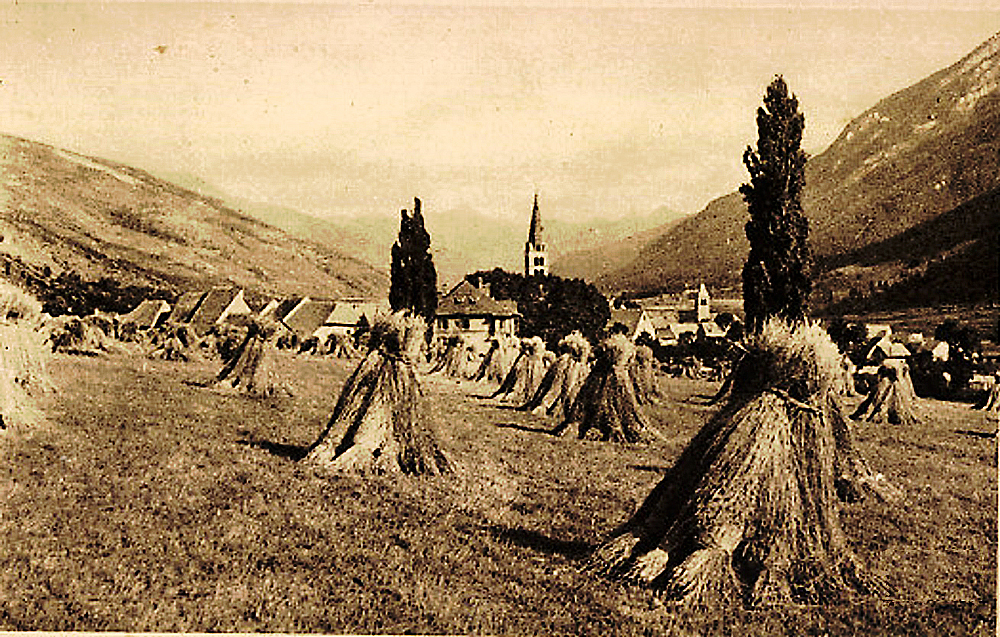
Gerbes de blé dans la commune, photographie ancienne.

À partir du XVIe siècle, la commune a connu une activité minière non négligeable (anthracite…) avec les exploitations installées au Freyssinet (prospection du BRGM, concession Mayer, concessions de Pierre-Grosse), au-dessus de plateau de Puy-Jaumar (mine de la Benoîte), sans oublier la présence de la seule mine de graphite en France (mine du Chardonnet, à près de 2 800 mètres d'altitude), dont l'activité culmina durant la Première Guerre mondiale, le graphite étant utilisé pour la fabrication des obus. Pour certaines de ces mines (Benoîte, Chardonnet, etc.), des téléphériques descendaient le produit d'extraction dans la vallée afin qu'il soit évacué par camions. Cette activité initiée au début du XXe siècle s'est développée dans les années 1930 pour disparaître au début des années 1970. Pour des raisons de sécurité, la préfecture a entrepris à la fin des années 1990 de détruire certaines des installations encore existantes (trémies, entrées de galerie, pylônes, etc.).

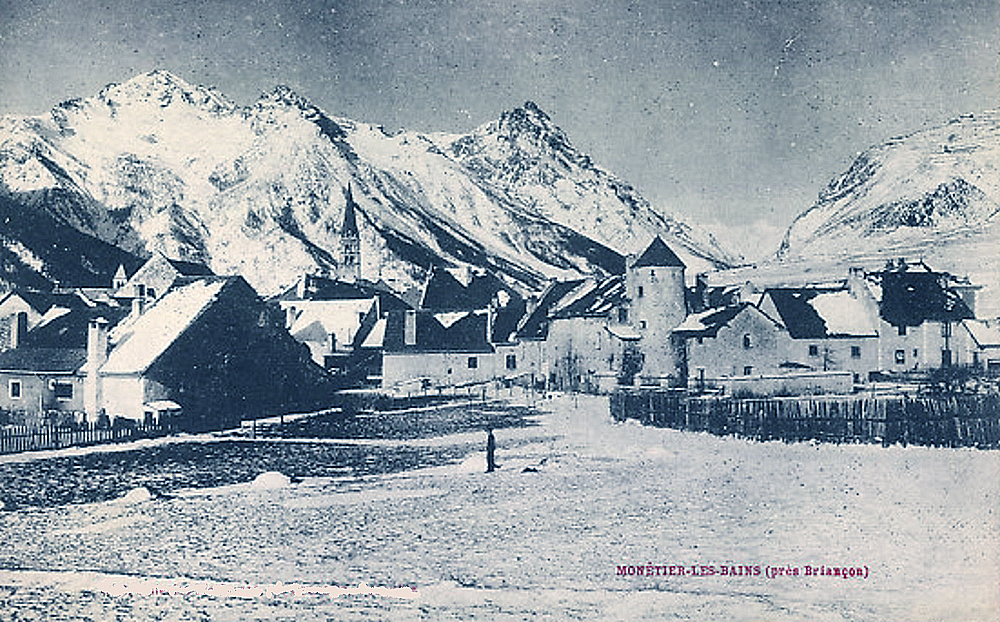
Le Monêtier-les-Bains en hiver, carte postale des années 1920.

Les eaux thermales présentes dans la commune sont de nouveau exploitées à partir de 1715, Bertrand, médecin et Casse, apothicaire, s'engagent à exploiter les eaux thermales avec la création de piscines et de bains. Les eaux ont les mêmes vertus que celles du Plan de Phazy. En 1893, une délibération du conseil municipal change le nom en « Le Monêtier-les-Bains » afin de développer le thermalisme, lié à une source thermale réputée pour ses propriétés gastriques, rhumatologiques et dermatologiques. Cette source était déjà connue au temps des Romains, quand le village s'appelait Stabatio. Les habitants du Monêtier sont surnommés « les tripes chaudes » (en occitan vivaro-alpin las tripas chaudas) puisqu'ils soignaient certains maux en buvant l'eau (chaude) de la source. Stabatio est devenu Monêtier par la fondation du prieuré, grâce à Saint Eldrade en 860.
La vallée de la Guisane fut un fort lieu de passage en des temps très anciens prouver par plusieurs découvertes datant de l'âge de bronze et d'autres nous permettant de confirmer que nos ancêtres, les peuples chasseurs, parcouraient les cols alpestres dès la fin de l'ère glaciaire. Selon les érudits, Annibal et ses éléphants auraient passé tous les cols des Alpes. Après cela, voici paraitre les aigles romaines dans la vallée. Celle-ci partage donc son sort politique et appartient au royaume du Roi Cottius. Celui-ci avait accepté le protectorat romain offert par l'Empereur Auguste, en son honneur, il construit l'Arc de triomphe de Suse et se fait même appeler Marcus Julius Cottius (d'où vient le nom Alpes Cottiennes). De plus, Monêtier appartient au patrice Abbon qui se trouve possède la plupart des départements hauts alpins.
Aux XIVe et XVe siècles, la civilisation originale est épanouie ; le commerce est très prospère avec les foires et les marchés ; l'agriculture et l'élevage sont en grand progrès et la vallée de la Guisane est alors un grenier de céréales. De plus, apparaît à cette époque les troupeaux transhumants. Mais le plus bel héritage de ce bien être général reste l'église paroissiale et les fresques dont furent décorées les chapelles Saint André et Saint Martin. Cependant, dès le XVIe siècle, la guerre s'annonce et ne quittera plus le pays. Le Monêtier restera à l'écart des conflits armés mais se trouve mêlé aux guerres de religion.

### Blason
| Blason de Monêtier-les-Bains (Le) | Blason  | D'azur à une coquille d'argent accompagnée en chef de deux équerres affrontées d'or et en pointe d'un huchet contourné d'or embouché, lié, virolé et enguiché de sable. |
| Blason de Monêtier-les-Bains (Le) | Détails | Le statut officiel du blason reste à déterminer. |

## Politique et administration

### Liste des maires
La commune a été créée en 1793 chef-lieu de canton sous le nom de Monestier puis est devenue Le Monêtier-de-Briançon et en 1893 a pris son nom actuel : Le Monêtier-les-Bains.
| Période                                  | Période  | Identité                     | Étiquette | Qualité                                     |
| ---------------------------------------- | -------- | ---------------------------- | --------- | ------------------------------------------- |
| Les données manquantes sont à compléter. |          |                              |           |                                             |
| 1944                                     |          | Eugène Bonnardel             | SE        |                                             |
|                                          | 1982     | Henri Buisson                | SE        | Suppléant du député Paul Dijoud (1967-1968) |
| 1982                                     | 1983     | Jean Coibrié                 | SE        |                                             |
| 1983                                     | 1984     | Jacques Gendron              | SE        |                                             |
| 1984                                     | 1989     | Jean Louis Damarius          | SE        |                                             |
| 1989                                     | 1995     | Paul Finat                   | SE        |                                             |
| 1995                                     | 2014     | Pierre Bouvier               | RPR-SE    |                                             |
| 2014                                     | 2020     | Anne-Marie Forgeoux-Damarius | DVD       | Agent immobilier                            |
| 2020                                     | En cours | Jean-Marie Rey               |           | guide de haute montagne                     |

## Démographie
L'évolution du nombre d'habitants est connue à travers les recensements de la population effectués dans la commune depuis 1793. Pour les communes de moins de 10 000 habitants, une enquête de recensement portant sur toute la population est réalisée tous les cinq ans, les populations de référence des années intermédiaires étant quant à elles estimées par interpolation ou extrapolation. Pour la commune, le premier recensement exhaustif entrant dans le cadre du nouveau dispositif a été réalisé en 2007.

En 2022, la commune comptait 968 habitants, en évolution de −6,92 % par rapport à 2016 (Hautes-Alpes : +0,4 %, France hors Mayotte : +2,11 %).
| 1793  | 1800  | 1806  | 1821  | 1831  | 1836  | 1841  | 1846  | 1851  |
| ----- | ----- | ----- | ----- | ----- | ----- | ----- | ----- | ----- |
| 2 020 | 2 577 | 2 491 | 2 641 | 2 594 | 2 849 | 2 797 | 2 800 | 2 791 |

| 1856  | 1861  | 1866  | 1872  | 1876  | 1881  | 1886  | 1891  | 1896  |
| ----- | ----- | ----- | ----- | ----- | ----- | ----- | ----- | ----- |
| 2 773 | 2 639 | 2 546 | 2 381 | 2 360 | 2 287 | 2 179 | 2 068 | 2 052 |

| 1901  | 1906  | 1911  | 1921  | 1926  | 1931 | 1936 | 1946 | 1954 |
| ----- | ----- | ----- | ----- | ----- | ---- | ---- | ---- | ---- |
| 1 912 | 1 860 | 1 710 | 1 240 | 1 098 | 893  | 781  | 691  | 732  |

| 1962 | 1968 | 1975 | 1982 | 1990 | 1999  | 2006  | 2007  | 2012  |
| ---- | ---- | ---- | ---- | ---- | ----- | ----- | ----- | ----- |
| 734  | 806  | 832  | 970  | 987  | 1 009 | 1 062 | 1 066 | 1 011 |

| 2017  | 2022 | - | - | - | - | - | - | - |
| ----- | ---- | - | - | - | - | - | - | - |
| 1 056 | 968  | - | - | - | - | - | - | - |

## Économie
L'activité économique du Monêtier-les-Bains est essentiellement tournée vers le tourisme, comme c'est le cas dans la plupart des communes des Hautes-Alpes.
L'activité hivernale est liée à la station de ski, initialement régie communale, puis devenue syndicat d'économie mixte avec l'intégration dans l'appellation « Serre-Chevalier » dans les années 1980, et dont la gestion de l'activité est désormais confiée à la Compagnie des Alpes.
L'activité estivale profite de l'attrait pour le parc national des Écrins, avec la venue de randonneurs et d'alpinistes désireux d'effectuer des courses dans le massif de l'Oisans.

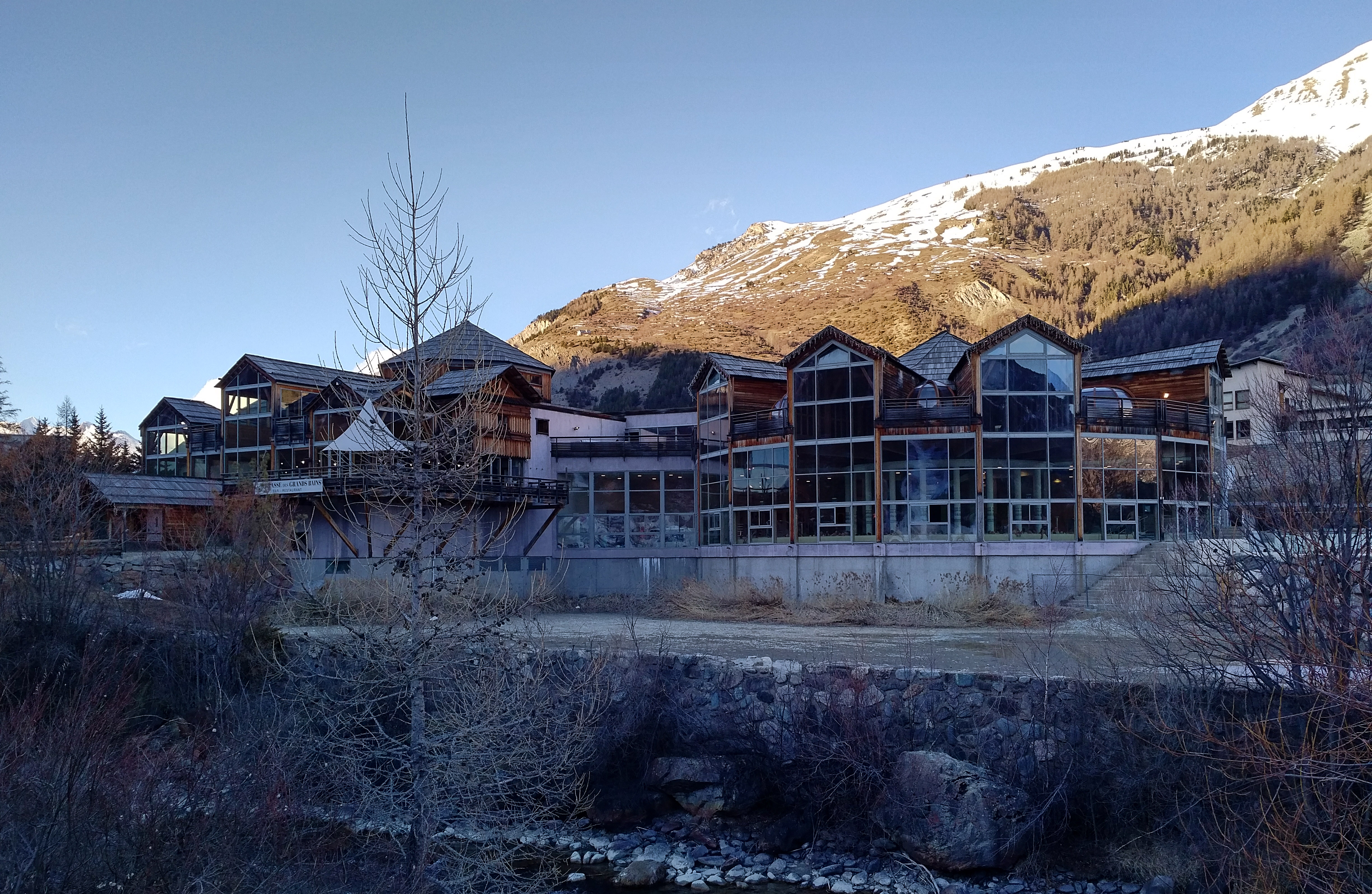
Le Monêtier-les-Bains, Les Grands Bains.

Au pied des montagnes, l'établissement Les Grands Bains dans le village Le Monêtier-les-Bains (2017).

La commune cherche également à développer une activité permanente de thermalisme avec comme pilier le nouvel établissement thermo-ludique les Grands-Bains. Depuis son ouverture en août 2008, celui-ci permet à la commune de renouer avec une tradition thermale tombée en désuétude depuis un demi-siècle. Le complexe combine une offre de piscine à eau thermale naturellement chaude (37 °C), de soins du corps et de soins esthétiques. Les retombées pour la commune se montent à une cinquantaine d'emplois (masseuses, esthéticiennes, personnel d'entretien et de surveillance des bassins...).
Une activité agro-pastorale subsiste toujours, avec la présence dans la commune de 14 agriculteurs et quelques beaux troupeaux ovins et bovins, ainsi que de fromageries bio artisanales (fromages de brebis). La foire aux bestiaux, organisée le deuxième samedi de septembre, est devenue un rendez-vous important de la profession, avec la présence d'éleveurs de tout le département, et d'acheteurs de Savoie et d'Auvergne.

## Lieux et monuments

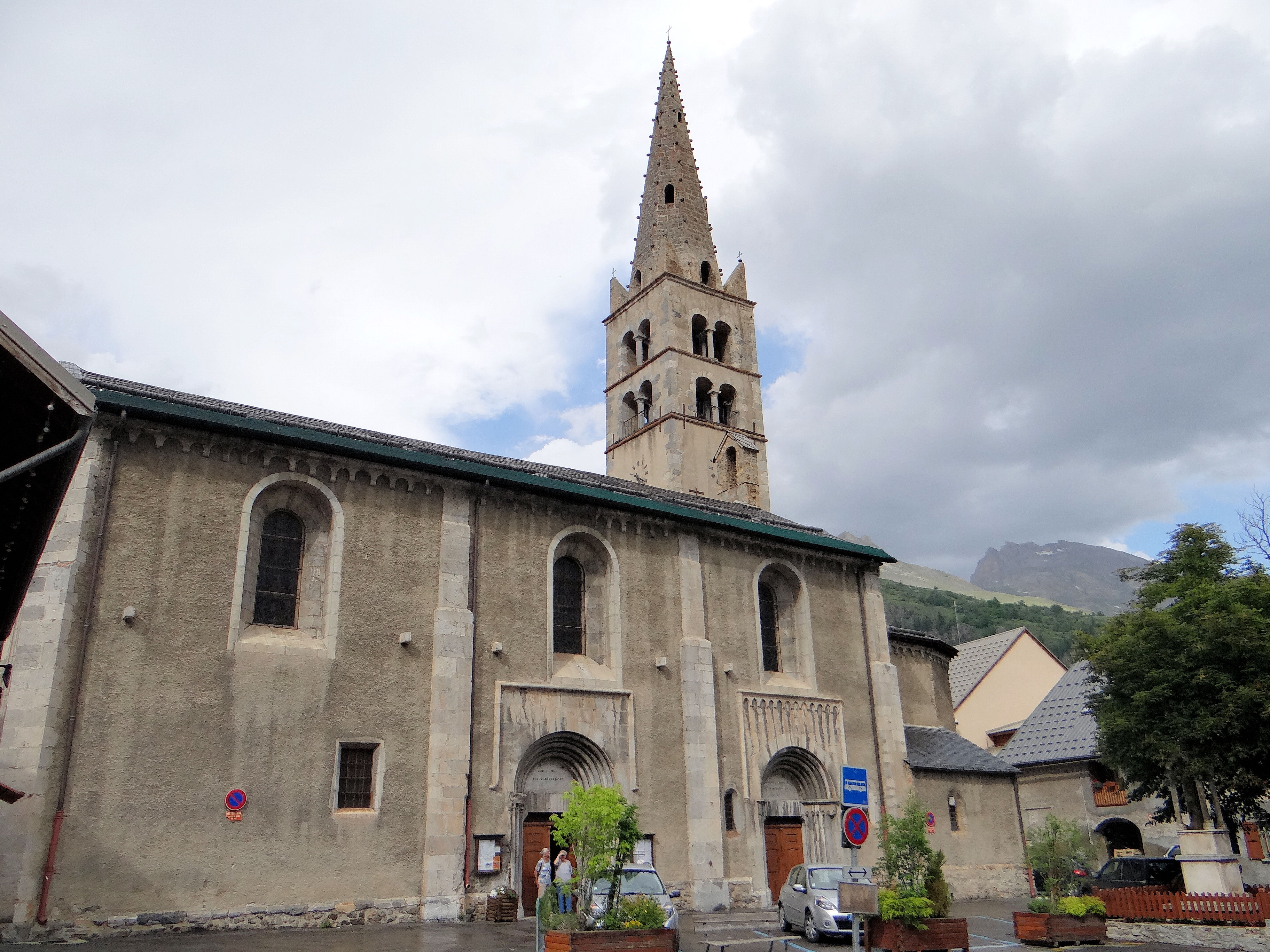
Église Notre-Dame-de-l'Assomption (ancien prieuré).

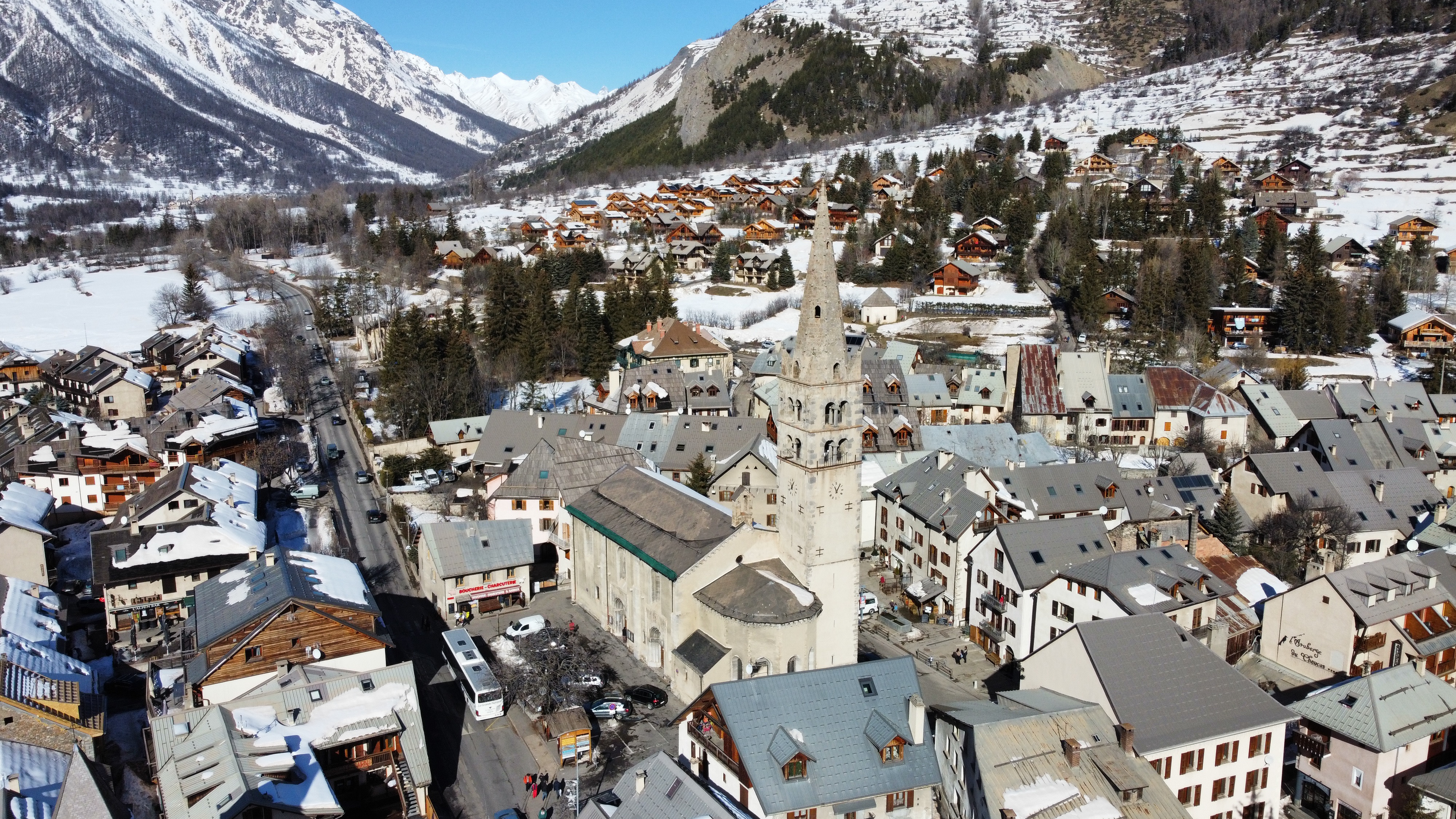
Église Notre-Dame de l'Assomption vue du haut

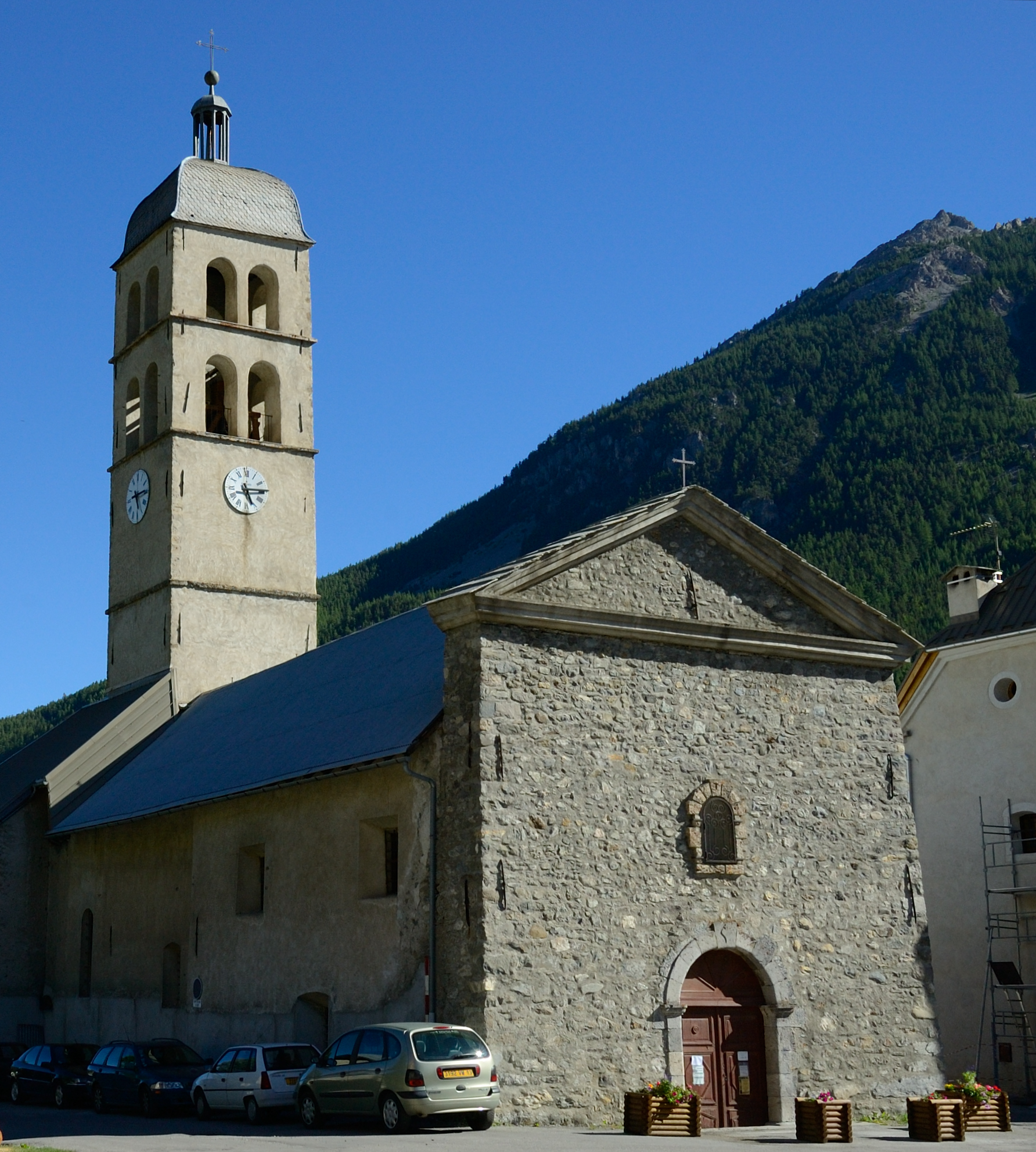
Église des Guibertes.

- Église Notre-Dame-de-l'Assomption du XVe siècle (monument historique[Base Mérimée 1] dès 1913) et son orgue[30]. Il semble que l'abbaye de la Novalèse ait fait fonder au IXe siècle un établissement ecclésiastique destiné aux voyageurs qui franchissaient par le col du Lautaret. La paroisse du Monêtier est ensuite dépendante de l'abbaye de Bréma. Un prieuré simple est fondé au Monêtier en 1303 ; il est uni en 1366 à l'abbaye Saint-Victor de Marseille. Le bâtiment actuel a été bâti au XVe siècle. En 1587, le clocher est détruit alors que le gouverneur de Briançon prend le Monêtier ; il est rebâti en 1617. Des travaux de restauration sont entrepris à la fin du XIXe siècle[31].
- Église Saint-Claude de Monêtier-les-Bains, église du Casset, consacrée à Saint Claude, offre un aspect charmant en raison de son très haut clocher[32].
- Fresques du XVe siècle dans les chapelles Saint-Martin et Saint-André (fresques et bâtiments classés au titre des monuments historiques[Base Mérimée 2]).
- Musée d'Art Sacré du Monêtier les Bains (statues bois polychrome, tapisseries d'Aubusson, croix processionnelle du XVe siècle) dans la chapelle Saint-Pierre de Monêtier-les-Bains.
- Le bâtiment de la Rotonde, également appelé le « pavillon des buveurs », construit en 1715 afin d'abriter la source.
- Site de l'Aiguillette du Lauzet, qui domine le hameau du Lauzet, entre le centre-village et le col du Lautaret, avec une via ferrata, des voies d'escalade et une vue panoramique sur la vallée et les sommets environnants.
- Église du Saint-Esprit des Guibertes dont on voit la statue en bois doré avec son "compagnon" et sa clochette.
- Église du Freyssinet

### Patrimoine naturel
- Pic Ombière.

## Personnalités liées à la commune

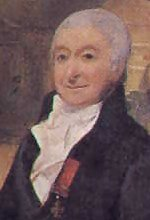
Jacques Ratton.

- Barthélemy Gallice dit Gallice Bey, né au Lauzet le 25 février 1790, qui deviendra officier français du génie et colonel[33]. Au milieu du XIXe siècle, le vice-roi d'Égypte Mohamed Ali projeta le réaménagement de la ville d’Alexandrie. Il fit alors appel à un ingénieur français, Barthélémy Gallice, et le nomma directeur des fortifications. Ce dernier entreprit l’énorme tâche de fortifier la ville selon les principes de Vauban. Mais son grand projet de modernisation des fortifications entra en conflit avec une évolution contradictoire : l’explosion démographique. La ville turque était devenue trop petite et la nouvelle Alexandrie cosmopolite avait besoin de davantage de terrains. La ville allait commencer à s’étendre depuis son noyau ottoman sur l’isthme vers le sud et l’ouest, puis vers l’est. En même temps que Gallice Bey érigeait des bastions (dont G3 et G4) devant la Porte de Rosette à l’est, on commençait à détruire la portion nord-ouest de la muraille. En 1856, il reçoit la Cravate de Commandeur de la Légion d'Honneur, des mains de Soliman Pacha, en témoignage de la satisfaction du gouvernement français[33].
- Jacques Ratton (en), dit aussi Jacóme Ratton, né le 7 juillet 1736, de Jacques Ratton et de son épouse Françoise Bellon, au Monêtier-les-Bains, et mort à Paris, le 3 juillet 1820 fut un industriel et un commerçant, naturalisé portugais, qui contribua au développement du tissage mécanique, et à l'introduction de la culture de l'eucalyptus et de l'araucaria au Portugal. Anobli à l'instigation de son protecteur, le marquis de Pombal, il fut promu Gentilhomme (Fidalgo) de la maison royale et chevalier de l'Ordre du Christ. Il fit construire le Palaçio Ratton qui abrite aujourd'hui, la Cour Constitutionnelle et la Cour Suprême du Portugal. Selon l'habitude des émigrants de cette époque, il grandit chez ses grands parents au Monêtier-les-Bains jusqu'à l'âge de quatorze ans et rejoignit ensuite ses parents qui s'étaient installés à Porto. En juin 1810, après le départ des troupes de Napoléon Ier du Portugal, et notamment à cause de son amitié avec le général Paul Thiébault, il fut accusé de trahison au profit de la France et condamné à l'exil dans l'île de Terceira aux Açores qu'il parvint de par ses relations à convertir en un exil à Londres où il résida jusqu'en 1816, avant de partir pour Paris où il mourut.

## Activités culturelles
- Festival international d'orgue, créé en 1999. Fin depuis la disparition de l'organisateur
- Cours d'orgue et de chant. Fin depuis la disparition de l'organisateur
- Spectacle historique vivant par le groupe folklorique Le Quadrille du Tabuc. Fin depuis la mise à l'écart de l'organisateur